# La Nuit de Varennes
Pour plus de détails, voir Fiche technique et Distribution.
La Nuit de Varennes est un film historique franco-italien réalisé par Ettore Scola, sorti en 1982, se déroulant au moment de la fuite du roi Louis XVI et de Marie-Antoinette à Varennes en 1791.
Le film était en compétition pour la Palme d'or lors du Festival de Cannes 1982.

## Synopsis
À Paris, en juin 1791, l’écrivain libertin Restif de La Bretonne est le témoin du départ, en pleine nuit et depuis le Palais Royal, d’un mystérieux carrosse. Intrigué, Restif se lance à sa poursuite en compagnie de Giacomo Casanova. Il découvre bientôt que ce carrosse tente d’en rejoindre un autre parti plus tôt et dont les occupants ne sont rien de moins que les membres de la famille royale… 

## Fiche technique
- Titre original : La Nuit de Varennes
- Titre italien : Il mondo nuovo
- Réalisation : Ettore Scola
- Scénario : de Sergio Amidei et Ettore Scola
- Conseiller dialoguiste : Simon Mizrahi
- Conseiller historique : Claude Manceron
- Assistants-réalisation : Paola Scola, Francesco Lazotti, Renald Calcagni, Gaspare Di Caro, Philippine Leroy-Beaulieu.
- Décors : Dante Ferretti, Pierre Guffroy
- Ensemblier : Pierre Lefait
- Costumes : Gabriella Pescucci
- Photographie : Armando Nannuzzi
- Son : Michel Barlier, Remo Ugolinelli
- Montage : Raimondo Crociani
- Musique : Armando Trovajoli
- Producteurs : Daniel Toscan du Plantier, Lise Fayolle (productrice associée), Giorgio Silvagni (producteur associé)
- Producteur délégué : Renzo Rossellini
- Producteur exécutif : Claudio Mancini
- Direction de production : Charlotte Fraisse, Giorgio Scotton
- Sociétés de production : Gaumont (France), FR3 Cinéma (France), Opera Films Produzione (Italie)
- Société de distribution d'origine : Gaumont Distribution (France)
- Pays d'origine :  France,  Italie
- Langues de tournage : français, italien
- Format : 35 mm — couleur par Eastmancolor — 2.35:1 Technovision — son monophonique
- Genre :  historique
- Durée : 144 min↔154 min[1]
- Date de sortie :
  - France : 12 mai 1982
- (fr) Classifications CNC : tous publics, Art et Essai (visa d'exploitation no 53473 délivré le 19 mai 1982)
- Affiche : René Ferracci (France)

## Distribution
- Jean-Louis Barrault : Nicolas Edme Restif de La Bretonne
- Marcello Mastroianni : Giacomo Casanova, Chevalier de Seingalt
- Michel Piccoli : Louis XVI
- Éléonore Hirt : la reine Marie-Antoinette
- Hanna Schygulla : la comtesse Sophie de la Borde, belle-fille de Jean-Joseph de Laborde
- Harvey Keitel (VF:Heinz Bennent) : Thomas Paine
- Jean-Claude Brialy : Monsieur Jacob
- Andréa Ferréol : Mme Adélaïde Gagnon
- Michel Vitold : Florange
- Laura Betti : Virginia Capacelli
- Enzo Jannacci : le bateleur italien
- Pierre Malet : Émile Delage, l'étudiant révolutionnaire
- Daniel Gélin : Wendel
- Hugues Quester : Jean-Louis Romeuf
- Dora Doll : Nanette Precy
- Jean-Louis Trintignant : Monsieur Sauce
- Caterina Boratto : Mme Faustine
- Didi Perego : Mme Sauce
- Evelyne Dress : Agnès, la fille de Restif de La Bretonne
- Vernon Dobtcheff : le juge à la saisie
- Aline Messe : Marie-Madeleine, la servante noire de Sophie
- Yves Collignon : Drouet
- Roger Trapp : le forgeron de Meaux
- Agnès Nobecourt : Hubertine, la fille de Mme Faustine
- Patrick Osmond : le commandant de la garde Nationale
- Jacques Peyrac
- Claude Legros
- Maurice Jacquemont
- Ugo Fangareggi
- Annie Belle
- Fausto Di Bella
- Jacques Zanetti
- Antonella Cancellieri
- Robert Nogaret
- Bruno Du Louvat (Bruno Staab) : Gabriel Vallé, un messager
- Noëlle Mesny
- Jeanne Carré
- Jeanne Tatu
- Albert Michel
- Enrico Bergier